# Stazione di San Giorgio (ARST)
La stazione di San Giorgio è una stazione ferroviaria situata nelle campagne a nord est di Usini, lungo la linea Sassari-Alghero.

## Storia

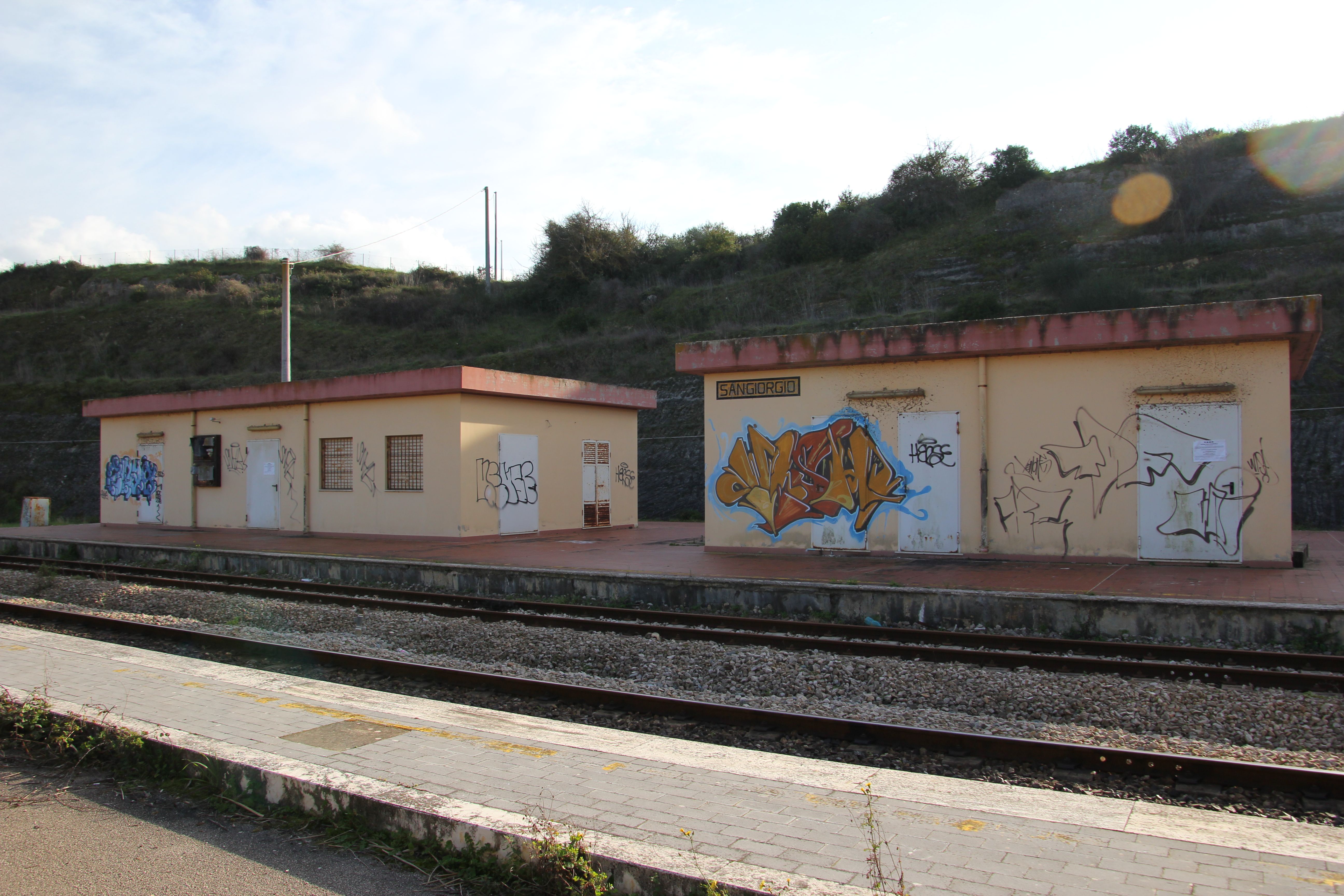
Gli edifici dell'impianto, realizzato negli anni novanta

La stazione sorse negli anni novanta, periodo in cui lungo la ferrovia tra Sassari e Alghero (gestita all'epoca dalle Ferrovie della Sardegna) furono eseguiti vari interventi di rettifica di tracciato, in particolare nella zona dell'ottocentesca stazione di San Giorgio, la quale fu isolata dalla linea con l'attivazione di una delle varianti realizzate in quegli anni. Per mantenere la possibilità di incrocio dei treni tra Sassari e Olmedo fu realizzata una nuova stazione portante lo stesso nome, posizionata più a nord all'altezza del punto in cui ha inizio la nuova parte di tracciato che aggira il vecchio scalo.
Completata e inaugurata a metà di quello stesso decennio, la stazione di San Giorgio dal 2010 è gestita dall'ARST.

## Strutture e impianti

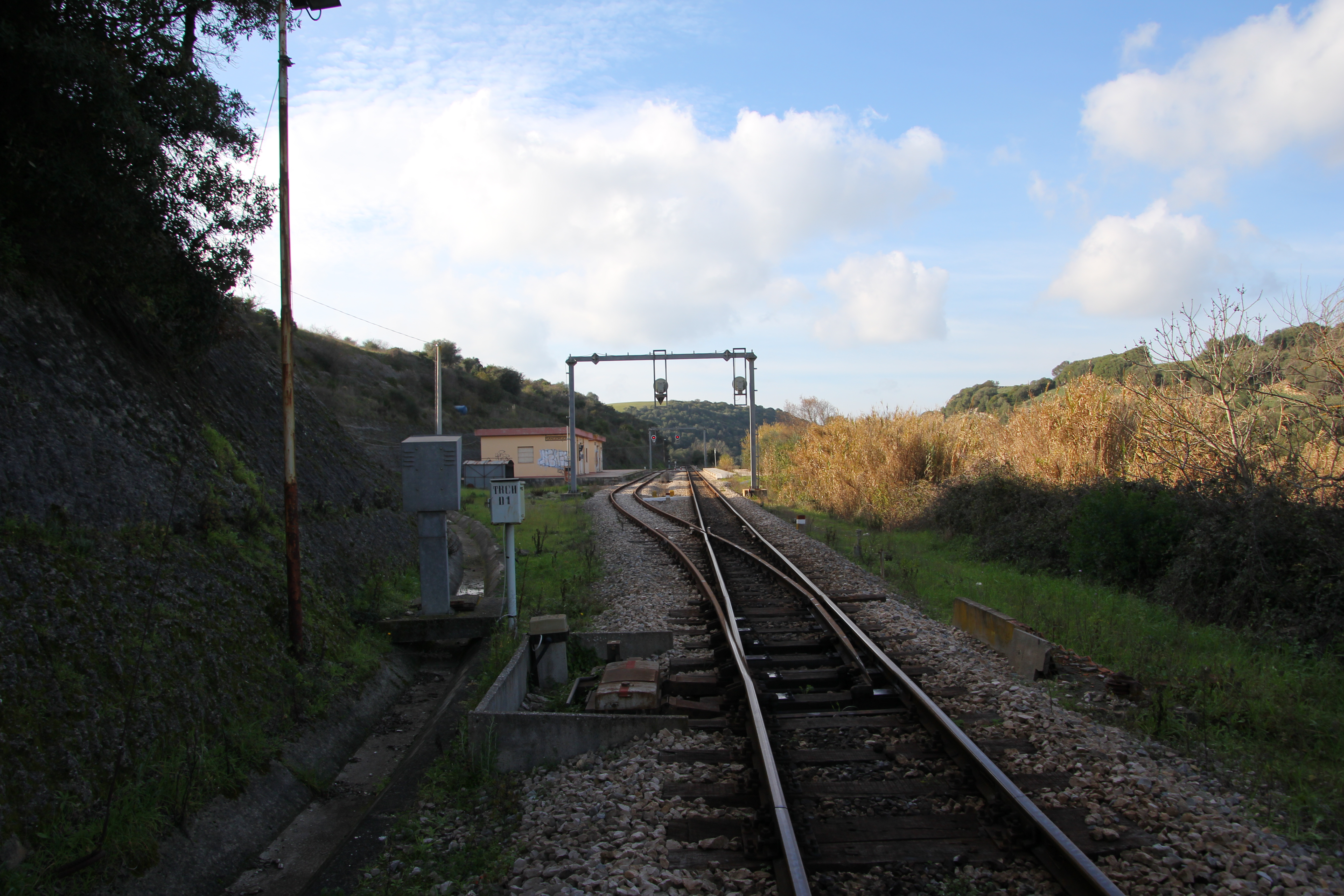
I binari dell'impianto visti in direzione Alghero, con in primo piano il deviatoio di accesso al binario di incrocio

La stazione di San Giorgio è dotata di due binari a scartamento da 950 mm, di cui il secondo di corsa, ognuno dotato di propria banchina. Su quella del binario uno sorgono i due fabbricati di stazione (chiusi al pubblico), edifici a pianta rettangolare su un singolo piano di sviluppo.
Lo scalo è impresenziato ed è gestito in remoto dalla stazione di Sassari tramite apparati ACEI-CTC.

## Movimento
L'impianto di San Giorgio è servito dalle relazioni del servizio di trasporto pubblico che l'ARST effettua lungo la Sassari-Alghero ed è collegato con i centri capolinea e con Olmedo.